# Pep Coll
Pep Coll, nome completo Josep Coll i Martí (Pessonada, 16 ottobre 1959), è uno scrittore spagnolo di lingua catalana.

## Biografia
Vive a Lleida, dove insegna lingua e letteratura catalana. Tra altri suoi libri, si distingue il saggio sulle leggende dei Pirenei Muntanyes Maleïdes e la raccolta di racconti  L'edat de les pedres. Inoltre ha scritto romanzi, dei quali El segle de la llum, El salvatge dels Pirineus. Col suo libro  Les senyoretes de Lourdes (tradotto in italiano col titolo Le signorine di Lourdes. La vera storia di Bernadette), ha ottenuto il Premio Sant Jordi del 2007.
A proposito della storia di Bernadette Soubirous, la bambina di dodici anni che un giorno dell'anno 1858 vede una signora vestita di bianco, divenuta nota poi come Nostra Signora di Lourdes, in una grotta vicino al villaggio di Lourdes, centocinquant'anni dopo le prime apparizioni mariane, Pep Coll racconta di Bernadette e delle sue visioni.
I suoi innumerevoli romanzi trattano quasi sempre di personaggi e storie ambientate sui Pirenei.

## Opere

### Romanzi
- 1989 La mula vella, Empúries.
- 1995 El Pont de Mahoma, Empúries.
- 1997 El segle de la llum, Empúries.
- 1999 L'abominable crim de l'Alsina Graells, Empúries.
- 2002 Per les valls on es pon el sol, Edicions 62.
- 2004 Els arbres amics, Empúries.
- 2005 El salvatge dels Pirineus, Edicions 62.
- 2008 Les senyoretes de Lourdes, Proa.
- 2010 Nius, Proa.
- 2013 Dos taüts negres i dos de blancs, Proa.

### Storie brevi
- 1989 Totes les dones es diuen Maria, Tres i Quatre.
- 1990 L'edat de les pedres, Empúries.

Collezioni di leggende:
- 1986 Quan Judes era fadrí i sa mare festejava, La Magrana.
- 1993 Muntanyes Maleïdes, Empúries.
- 2003 El rei de la Val d'Aran, Empúries.
- 2006 Mentre el món serà món, Empúries.
- 2012 Llegendes d'arreu de Catalunya, La Galera.

### Narrazione per bambini e ragazzi
- 1988 El secret de la moixernera, Empúries.
- 1991 Què farem, què direm?, Cruïlla.
- 1991 La bruixa del Pla de Beret, Empúries.
- 1994 Mi Long, el drac de la perla, La Galera.
- 1994 Muntanyes mig-maleïdes, Empúries.
- 1995 Les bruixes del Pla de Negua,La Galera.
- 1996 La fada del mirall, La Galera.
- 1998 El tresor de la nit de Nadal, La Magrana.
- 2005 La corona de Sant Nicolau, Parc Nacional d'Aigüestortes.
- 2008 L'habitació de la meva germana, Empúries.
- 2009 El setè enemic del bosc, Estrella Polar.
- 2010 Retorn a les muntanyes Maleïdes, Estrella Polar.

### Teatro
- 2004 La morisca de Gerri (opera inedita, eseguita annualmente nella piazza di Gerri de la Sal l'ultimo giorno della festa patronale).
- 1997 Miracles de Santa Maria d'Àneu (opera inedita, eseguita tutte le estati a Esterri d'Àneu con attori della città).
- 2004 Crònica de Mur (opera inedita, rappresentata per la prima volta il 19 settembre del 2004 a Castell de Mur).

### Saggi
- 1991 El parlar del Pallars, Empúries.
- 1996 Viatge al Pirineu fantàstic, Columna.
- 2010 Guia dels indrets mítics i llegendaris del Pallars Sobirà, París Edicions.
- 2012 Guia dels indrets mítics i llegendaris de la Ribagorça Romànica, Cossetània.

## Premio
- 2007 Premio Sant Jordi, Les senyoretes de Lourdes
- 2013 Premio Joan Crexells, per Dos taüts negres i dos de blancs[1]
- 2014 Premio Setè Cel per Dos taüts negres i dos de blancs[2]
- 2015 Premio Joaquim Amat-Piniella per Dos taüts negres i dos de blancs[3]